# Spleen (groupe)
Spleen ou Splean (en russe : Сплин) est un groupe de rock russe issu de Saint-Pétersbourg. Leur premier album est sorti en 1994. Le groupe a notamment attiré l'attention internationale grâce à sa chanson Будь моей тенью (Boud moeï teniou, « Sois mon ombre »), l'une des chansons de la bande originale de Night Watch, film inspiré de la célèbre nouvelle de Sergueï Loukianenko.

## Membres du groupe
Le groupe est actuellement composé de :
- Aleksandr Vassiliev : chanteur et guitare,
- Alekseï Mechtcheriakov : percussions,
- Vadim Sergueïev : guitare électrique,
- Nikolaï Rostovski : clavier,
- Dmitri Kounine : basse.

Auparavant, participaient également :
- Stanislas Berezovski (1994-2006) : guitare,
- Sergueï Navietny (1998-2004) : percussions,
- Nikolaï Lyssov (1995-1998) : il appartient désormais au groupe Pilot,
- Innokienti Agafonov (2006) : guitare,
- Aleksandr Morozov (1994-2004) : basse. Il est actuellement l'organisateur des troupées du groupe,
- Nikolaï Voronov (2001) : basse,
- Vladimir Koliada (2006) : guitare,
- Ian Nikolenko (1997-2006) : flûte et percussions. Il est actuellement membre du groupe Complexe d'Œdipe en compagnie de Koliada.

## Discographie
| Année | Titre de l'album            | Traduction                                      |
| ----- | --------------------------- | ----------------------------------------------- |
| 1994  | Пыльная быль                | Sale histoire                                   |
| 1996  | Коллекционер оружия         | Collectionneur d'armes                          |
| 1997  | Фонарь под глазом           | Lanterne (dans le sens d'un bleu) sous les yeux |
| 1998  | Гранатовый альбом           | Album grenat                                    |
| 1999  | Альтависта                  | Altavista                                       |
| 2000  | Альтависта live             | Altavista live                                  |
| 2000  | Зн@менатель                 | Dénominateur                                    |
| 2001  | 25 кадр                     | 25 images                                       |
| 2001  | Fellini Tour                | Fellini Tour (en collaboration avec Bi-2)       |
| 2002  | Акустика                    | Acoustique                                      |
| 2002  | Гандбол                     | Handball                                        |
| 2003  | Новые люди                  | Nouvelles personnes                             |
| 2004  | Романс                      | Romance (single)                                |
| 2004  | Реверсивная хроника событий | La chronique renversée des faits divers         |
| 2007  | Раздвоение личности         | Dédoublement de personnalité                    |
| 2009  | Сигнал из космоса           | Signal du cosmos                                |
| 2012  | Обман зрения                | Illusion d'optique                              |